# Säynäjäjoki (vattendrag, lat 66,92, long 26,13)
Säynäjäjoki är ett vattendrag i Finland.   Det ligger i landskapet Lappland, i den norra delen av landet, 800 km norr om huvudstaden Helsingfors. Säynäjäjoki ligger vid sjön Ala Säynäjäjärvi.